# Gouvernement Rodrigues
L'État de Bahia
Costa II 
Le gouvernement Rodrigues (en portugais : Governo Rodrigues) est le cabinet chargé du pouvoir exécutif au sein de l'Etat de Bahia, en fonction depuis le 1er janvier 2023. 
Il s'agit du premier mandat de Jerônimo Rodrigues, et du troisième gouverneur consécutif élu avec le Parti des travailleurs. 
Victorieux à l'issue d'une élection serrée, Jerônimo Rodrigues ne parvient pas être élu élu au premier tour, une première depuis 1994 et contrairement à ses prédécesseurs du PT. Grâce notamment à l'appui de Lula et de Rui Costa dans l'entre deux-tours, il est élu avec 4 480 464 voix face à Antônio Carlos Magalhães Neto (UNIÃO). Jerônimo Rodrigues est le premier gouverneur indigène de l'histoire du Brésil.

### Investiture

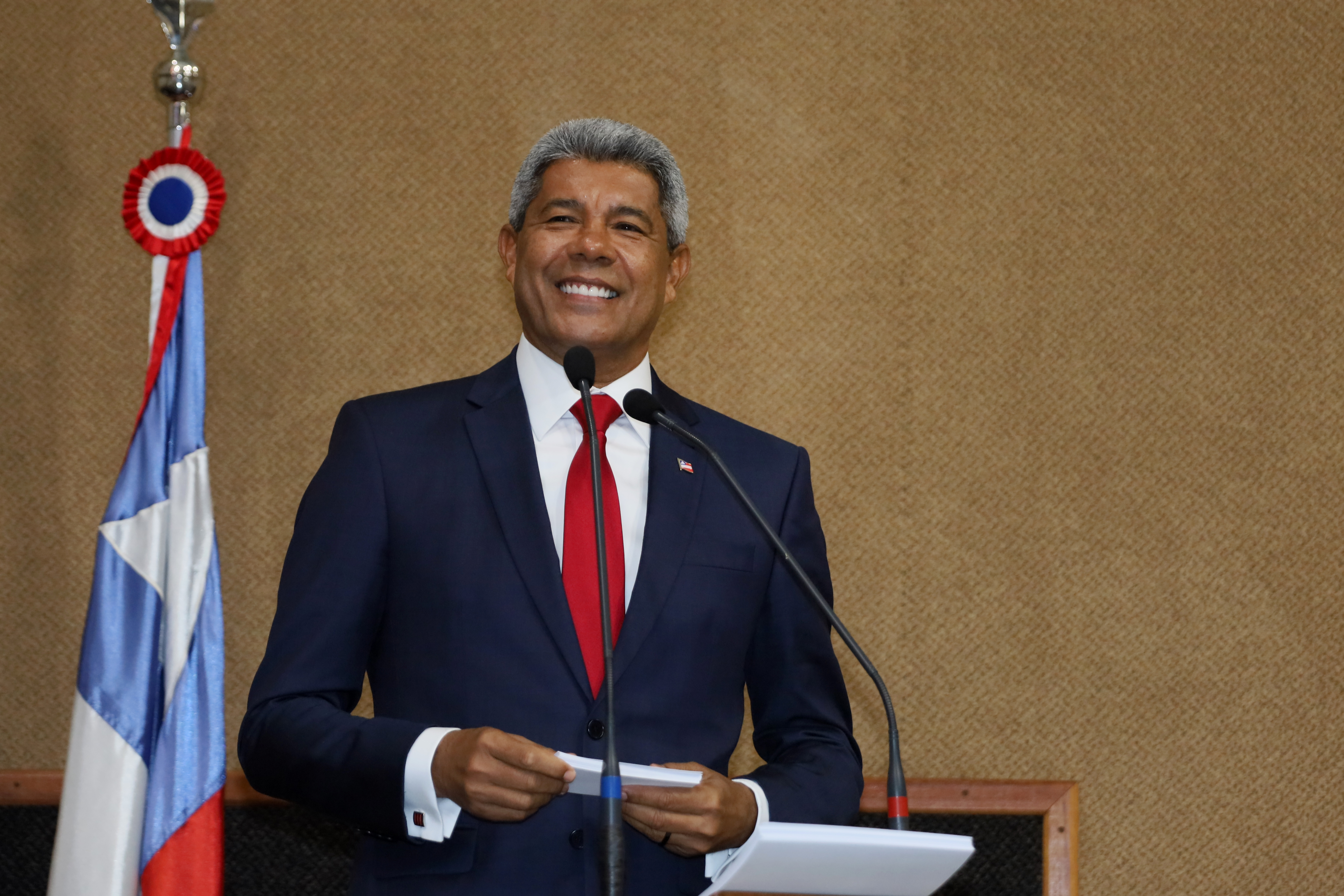
Jerônimo Rodrigues lors de son investiture en tant que gouverneur, le 1er janvier 2023.

## Contexte
Lors de l'élection de 2022, le gouverneur Rui Costa (PT), ne pouvait pas se présenter pour un troisième mandat, en raison de la loi électorale. 
À l'issue de son mandat, le gouverneur de gauche bénéficie d'une approbation (48%) de son action dans l'État de Bahia. Rui Costa a honoré près de 63 de ses 144 promesses données lors de la campagne de 2018. Son action s'est notamment concentrée sur l'Éducation, la culture et le renforcement des droits humains.
En 2022, Jerônimo Rodrigues participe à sa première élection, en tant que candidat à la fonction de gouverneur de Bahia. Il est soutenu par la coalition "Pour Bahia, pour le Brésil", composée du Brésil de l'espoir (PT - PCdoB - PV), du PSD, MDB et Avante.

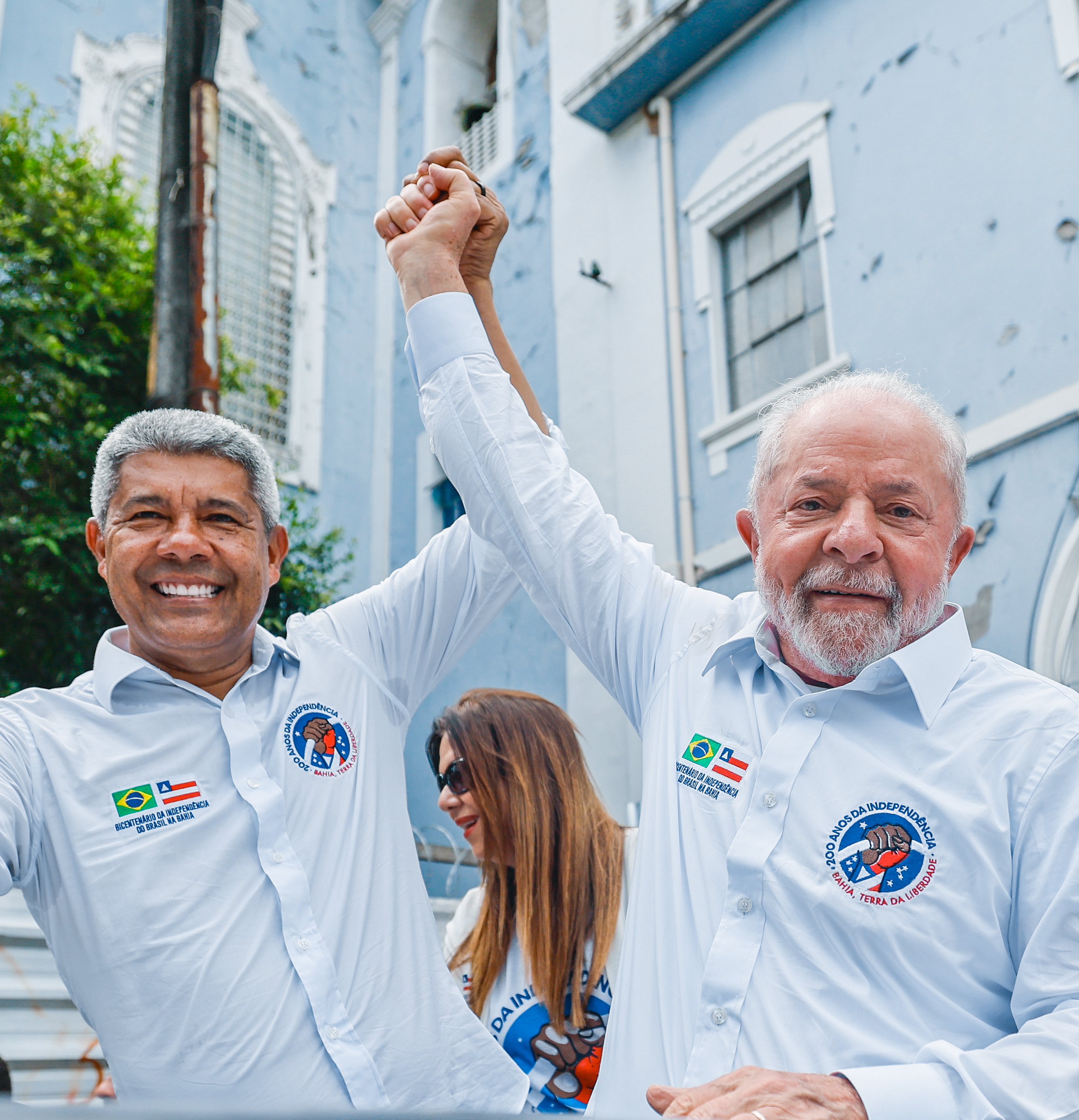
Jerônimo Rodrigues et Lula en juillet 2023.

Son colistier et candidat en tant que vice-gouverneur est Geraldo Júnior (pt) (MDB), vice-président sortant du Conseil municipal de Salvador. À l'issue du premier tour, il est en tête avec 4 019 830 voix mais ne parvient pas à être élu au premier tour, une première depuis 1994 et contrairement à ses prédécesseurs du PT. Lors de la campagne du second tour pour l'élection du gouverneur et pour l'élection présidentielle, Lula participe à un meeting pour soutenir Jerônimo Rodrigues, accompagné du gouverneur Rui Costa.
À l'issue du second tour, il remporte l'élection avec 4 480 464 voix face à Antônio Carlos Magalhães Neto (UNIÃO). Jerônimo Rodrigues devient le premier gouverneur indigène de l'histoire du Brésil,.

## Historique

### Formation et représentation partisane
Au sein du cabinet, la représentation partisane reflète la coalition victorieuse "Pour Bahia, pour le Brésil" (Brésil de l'espoir : PT - PCdoB - PV), PSD, MDB, Avante), et le ralliement du Parti socialiste brésilien. Au total, celui-ci est composé de 12 membres du Parti des travailleurs, 8 membres indépendants, 2 membres du Parti communiste du Brésil, 2 membres du Parti vert, 2 membres du Parti social démocratique, 1 membre du Mouvement démocratique brésilien et 1 membre du Parti socialiste brésilien,.

## Composition
| Image                                     | Portefeuille                                                                                 | Titulaire | Titulaire                   | Parti  |
| ----------------------------------------- | -------------------------------------------------------------------------------------------- | --------- | --------------------------- | ------ |
|                                           | Gouverneur de Bahia                                                                          |           | Jerônimo Rodrigues          | PT     |
|                                           | Vice-gouverneur de Bahia                                                                     |           | Geraldo Júnior (pt)         | MDB    |
|                                           | Secrétaire à la Maison Civile                                                                |           | Afonso Florence (pt)        | PT     |
|                                           | Secrétaire à l'Administration                                                                |           | Edelvino Góes               | PT     |
|                                           | Secrétaire à l'Agriculture, à l'Élevage, à l'Irrigation, à la Pêche et à l'Aquaculture       |           | Tum                         | Avante |
|                                           | Secrétaire à l'Assistance et au Développement social                                         |           | Fabya Reis                  | PT     |
|                                           | Secrétaire à la Science, à la Technologie et à l'Innovation                                  |           | André Joazeiro              | Indép. |
|                                           | Secrétaire à la Communication sociale                                                        |           | André Curvello              | PT     |
|                                           | Secrétaire à la Culture                                                                      |           | Bruno Monteiro              | PT     |
|                                           | Secrétaire au Développement économique                                                       |           | Angelo Almeida (pt)         | PSB    |
|                                           | Secrétaire au Développement urbain                                                           |           | Jusmari Oliveira (pt)       | PSD    |
|                                           | Secrétaire à l'Éducation                                                                     |           | Adélia Pinheiro             | Indép. |
|                                           | Secrétaire des Finances                                                                      |           | Manoel Vitório              | Indép. |
|                                           | Secrétaire à l'Infrastructure                                                                |           | Sérgio Brito (pt)           | PSD    |
|                                           | Secrétaire à l'Infrastructure de l'Eau et à l'Assainissement                                 |           | Larissa Gomes Moraes        | MDB    |
|                                           | Secrétaire à la Justice et aux Droits de l'Homme                                             |           | Felipe Freitas              | PT     |
|                                           | Secrétaire à l'Environnement                                                                 |           | Eduardo Sodré Martins       | PT     |
|                                           | Secrétaire au Développement rural                                                            |           | Osni Cardoso (pt)           | PT     |
|                                           | Secrétaire de l'Administration Pénitentiaire et de la Resocialisation                        |           | José Antônio Maia Gonçalves | PV     |
|                                           | Secrétaire à la Planification                                                                |           | Cláudio Peixoto             | Indép. |
|                                           | Secrétaire aux Politiques féminines                                                          |           | Elisângela Santos Araújo    | PT     |
|                                           | Secrétaire à la Promotion de l'égalité raciale et des peuples et communautés traditionnelles |           | Ângela Guimarães            | PCdoB  |
|                                           | Secrétaire aux Relations Institutionnelles                                                   |           | Luiz Caetano (pt)           | PT     |
|                                           | Secrétaire à la Santé                                                                        |           | Roberta Santana             | Indép. |
|                                           | Secrétaire à la Sécurité Publique                                                            |           | Marcelo Werner              | Indép. |
|                                           | Secrétaire au Travail, à l'Emploi, au Revenu et aux Sports                                   |           | Davidson Magalhães (pt)     | PCdoB  |
|                                           | Secrétaire au Tourisme                                                                       |           | Maurício Bacelar            | PV     |
| Organismes ayant le statut de secrétariat |                                                                                              |           |                             |        |
|                                           | Chef de cabinet du Gouverneur                                                                |           | Adolpho Loyola              | PT     |
|                                           | Procureur général de Bahia                                                                   |           | Bárbara Camardelli Loi      | Indép. |
|                                           | Coordinateur des politiques de la Jeunesse                                                   |           | Nivaldo Millet              | PT     |
|                                           | Coordinateur du programme Brésil sans faim                                                   |           | Tiago Pereira da Costa      | Indép. |